# آکیرا تاکه‌اوچی
آکیرا تاکه‌اوچی (ژاپنی: 竹内 彬؛ زادهٔ ۱۸ ژوئن ۱۹۸۳) یک بازیکن فوتبال اهل ژاپن است.
از باشگاه‌هایی که در آن بازی کرده‌است می‌توان به باشگاه فوتبال ناگویا گرامپوس، باشگاه فوتبال جف یونایتد چیبا و باشگاه فوتبال اوئیتا ترینیتا اشاره کرد.